# Honda X4
Honda X4 — мотоцикл компанії Honda, який випускався для внутрішньо-японського ринку, але знаменитий та поважаний по всьому світу. Мотоцикл складно зарахувати до якогось певного класу, але в пресі його переважно зараховують до power-cruiser. Мотоцикл спочатку задумувався як відповідь Yamaha V-max.

## Модельний ряд
- Модель 1997

CB1300 DCV, SC38
Кольори: Матовий титан, Чорний, Бордовий.
- Модель 1998

CB1300 DCW, SC38
Кольори: Срібло
- Модель 1999

Кольори: Матовий титан, Срібло, Чорний: Логотип-наклейка на баку замінений опуклою пластиковою накладкою..
- Модель 2000 «Honda X4 LD»: CB1300 DCY, SC38

Кольори: Чорний: Внесено декоративні зміни
- Модель 2003

Останнє та обмежене видання «Black Edition»
Кольори: Чорний